# 飞凡汽车
飞凡汽车（Rising Auto）是中国汽车制造商上汽集团旗下的电动汽车品牌，前身为2020年5月10日创立的荣威R品牌（或称为R汽车），2021年11月独立运营并改为现名，2024年10月结束独立运营并成为荣威旗下的高端产品线。

## 名称与标志
根据官方介绍，“飞凡”代表公司愿景“科技兑现想象”，“让每个人都能追求飞凡，成就非凡”。飞凡汽车的英文名为Rising Auto，Rising代表持续向上，成就非凡之意。其标志R的设计灵感来自于篆书“人”字。

## 历史

### R汽车时期
飛凡汽车前身是上汽集團於2020年5月10日（中国品牌日）推出的榮威R品牌，同时推出使用R标的Marvel R和ER6两款车型。新R标是荣威旗下中高端新能源车型的专属标志，与狮标区分。当时R汽车计划推出车型包括旗舰MARVEL系列、轿车ER系列，以及SUV系列，采用新型电池架构，可实现超长续航里程，并提供闪充功能。渠道上，R汽车将在大型购物中心开设体验店。
2021年3月18日，R汽车技术品牌“R-TECH高能智慧体”在深圳发布，同时发布以此技术研发的概念车ES33。4月19日举行的上海车展上，R汽车宣布歌手周杰伦成为其代言人。

### 飞凡汽车时期
2021年10月29日，上汽集团公告称，为加快发展中高端智能电动车自主品牌，决定设立“飞凡汽车科技有限公司”，上汽乘用车旗下的R品牌也将由飞凡汽车以轻资产方式进行市场化运作。上汽集团持股占注册资本的95%，上海如愿汽车科技合伙企业（有限合伙）（飞凡汽车员工持股平台）占注册资本的5%。新成立的飞凡汽车以“用户导向的数据驱动型科技公司”为定位。11月5日，飞凡汽车成立，正式從榮威分離，首任CEO是前享道出行首席执行官吴冰。在稍后的广州车展上，飞凡汽车公布独立运营后的首款新车型飞凡R7。
2022年9月27日，飞凡R7正式上市，当时董事长CEO吴冰表示该车将对标特斯拉Model Y。当年11月共交付1501辆。
2023年3月27日，飞凡F7正式上市，定位纯电中大型轿车，正式起价为22.99万元人民币。但飞凡F7的销量纪录仅三个月维持上升，之后大幅下降。2024年1月，飞凡F7月销量仅53辆。
2024年10月，上汽宣布飞凡不再独立运营，将回归荣威品牌。飞凡将转为荣威品牌的高端系列产品线并继续使用“R标”，两者营销渠道将融合，届时飞凡还将推出插电混动或增程混动车型。次月，飞凡汽车科技有限公司出现变动：上海如愿汽车科技合伙企业（有限合伙）退出股东行列，公司由上汽集团全资持股；王晓秋卸任法定代表人、董事长，由王骏接任，亦有多位高管发生变更。

## 车型

### 在售车型
- 飞凡R7（英语：Rising Auto R7），中型SUV
- 飞凡F7（英语：Rising Auto F7），中型轿车

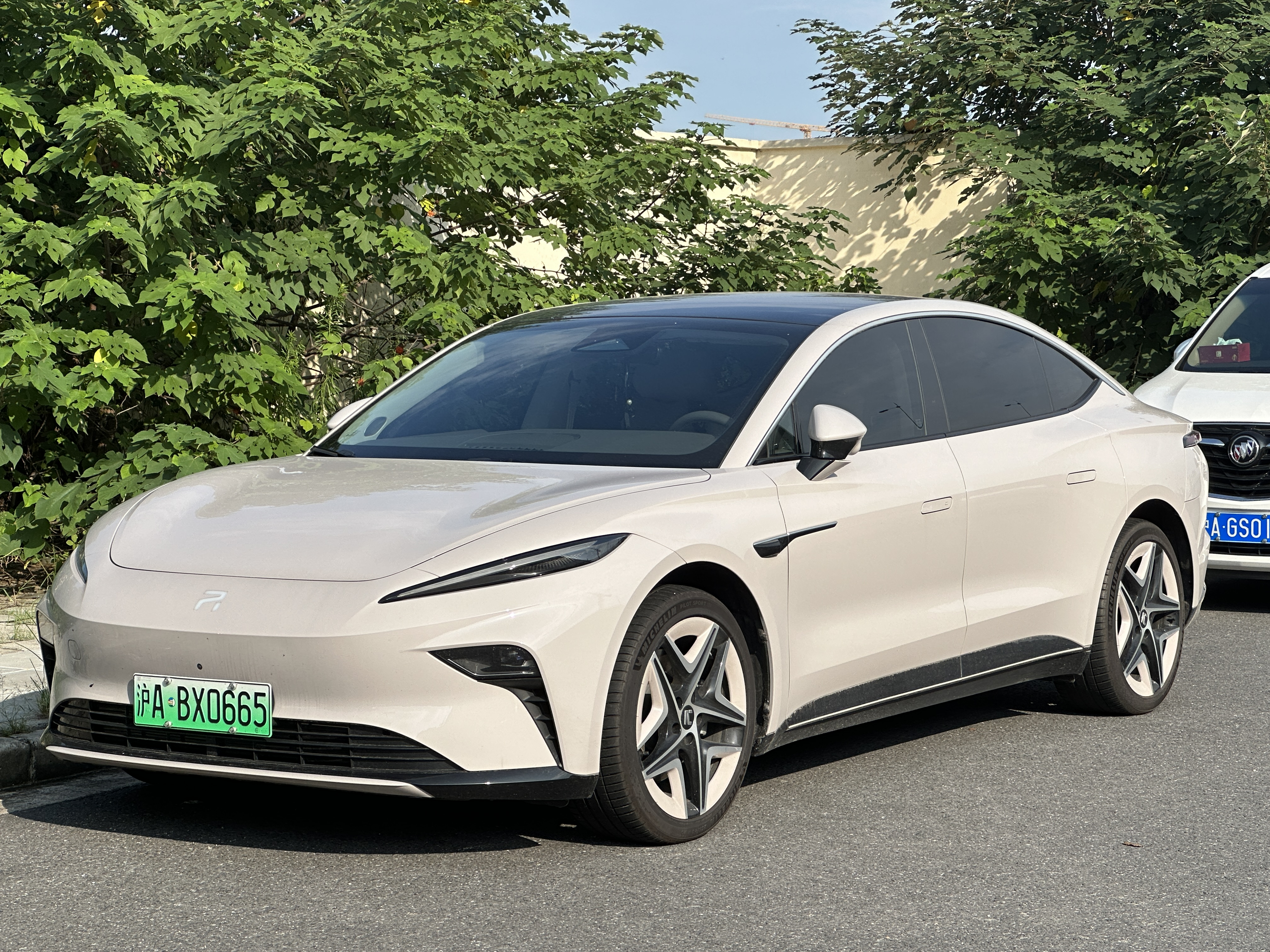
飞凡F7
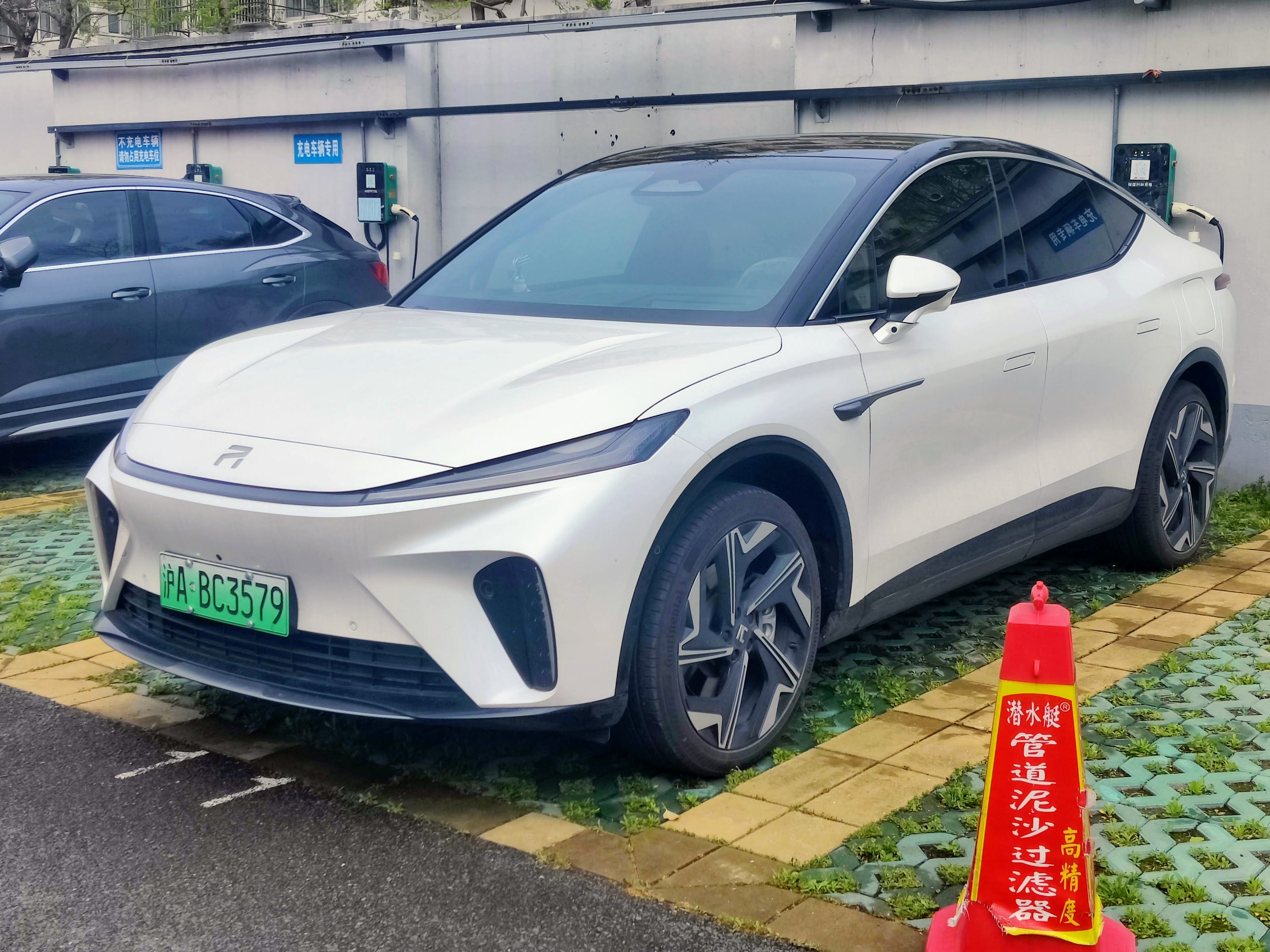
飞凡R7

### 停售车型
- 飞凡ER6（英语：Roewe i6），紧凑型轿车，荣威i6的改标版本
- 飞凡Marvel R，紧凑型SUV，荣威Marvel X的改标版本

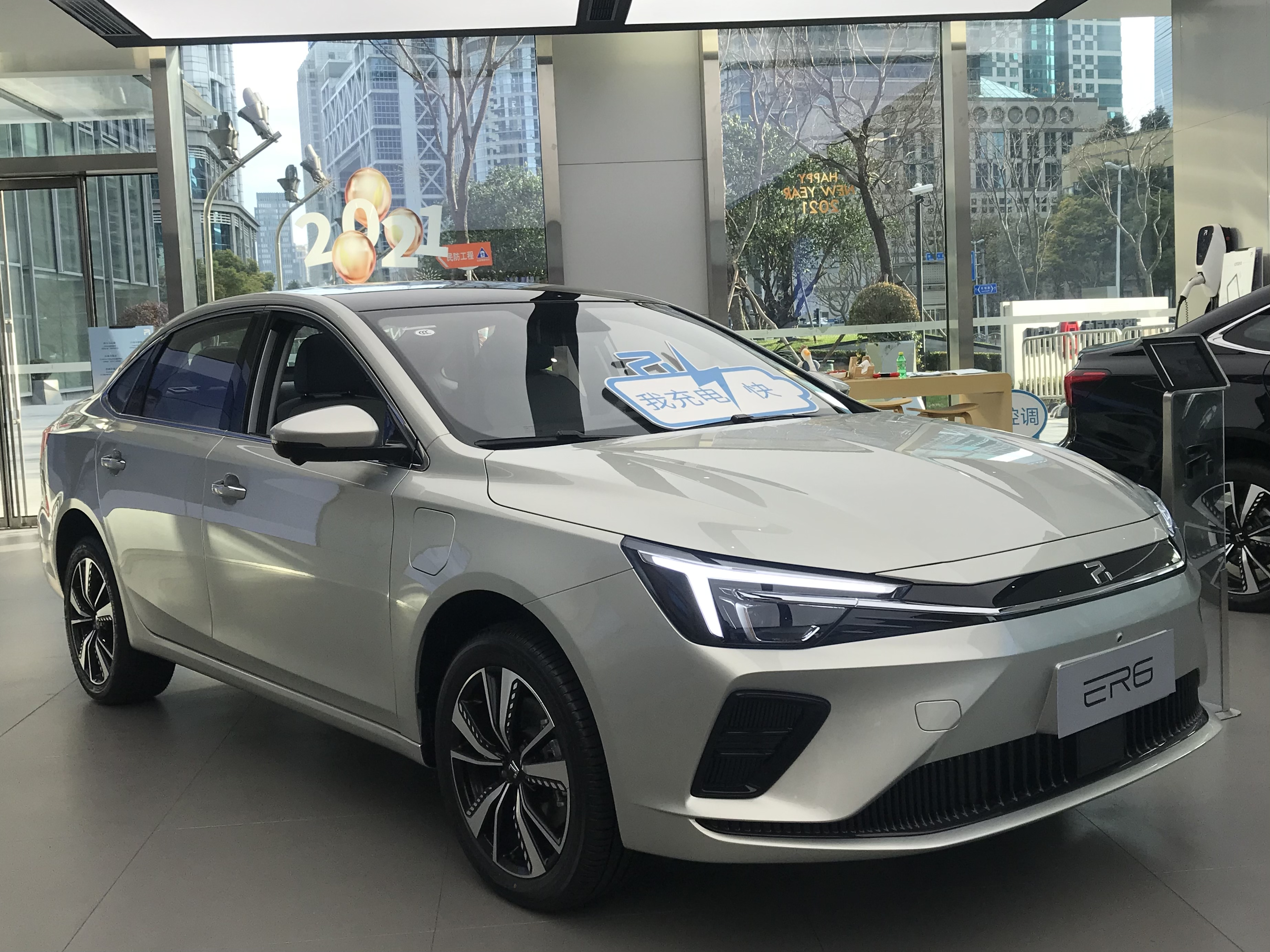
飞凡ER6
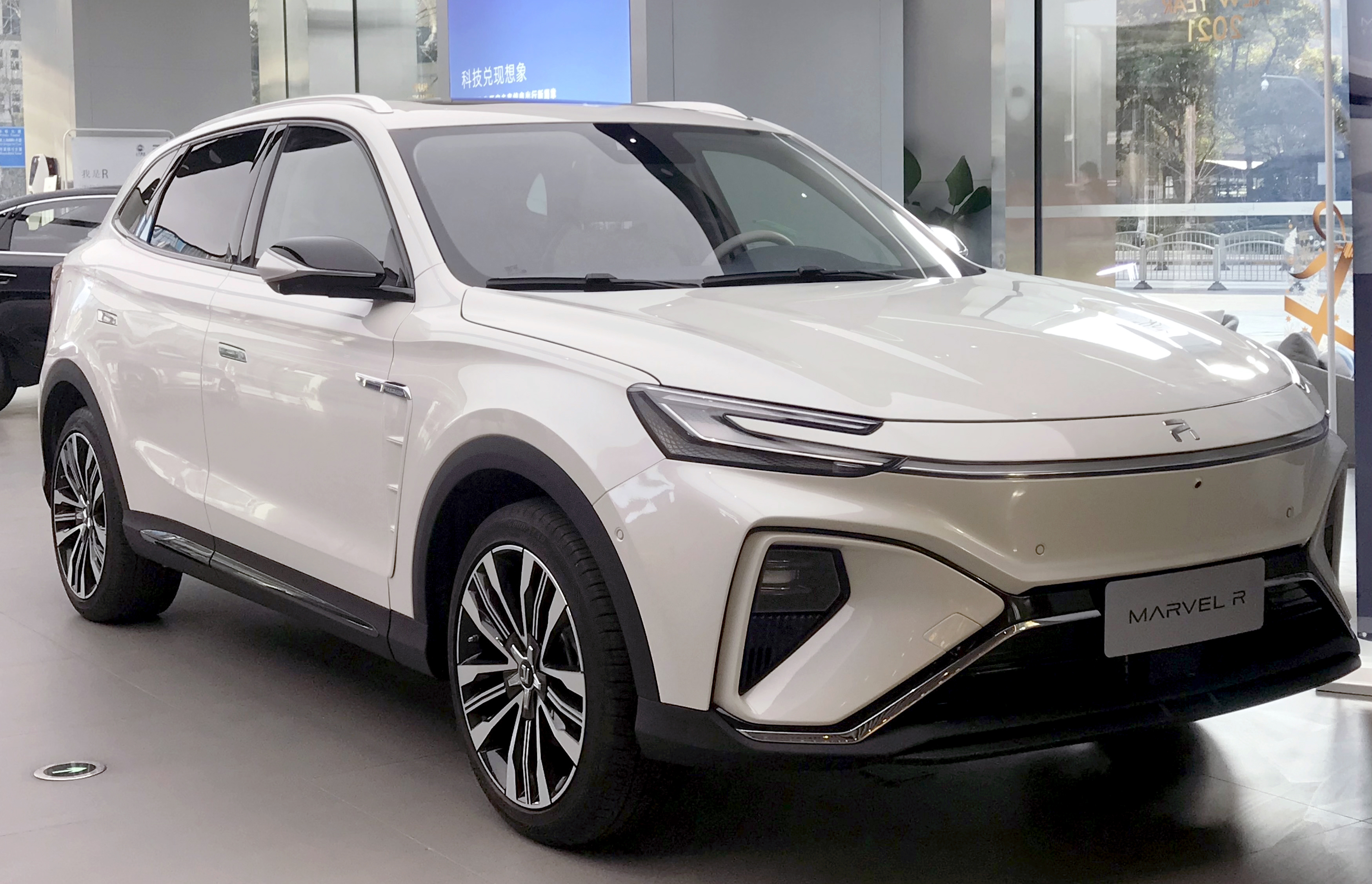
飞凡Marvel R

### 概念车

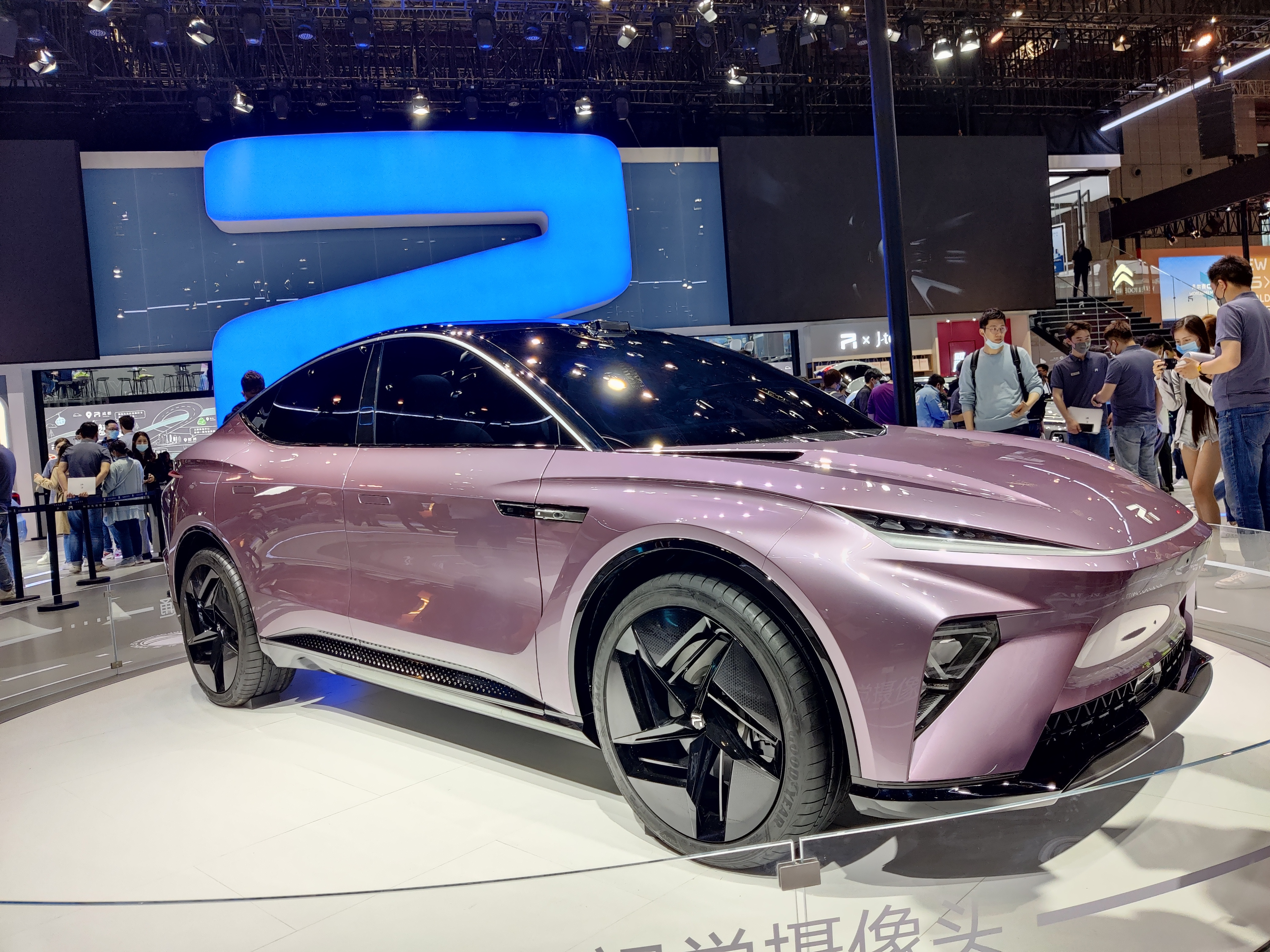
ES33概念车
- RC ESSENCE本智概念车[19]

- ES33概念车

## 销量
2021年，飞凡汽车累计销量为1.84万辆。2022年全年，飞凡汽车累计销量仅14532辆，低于其他新兴汽车企业的单月销量；其中8832辆为紧凑型轿车ER6。2023年前7个月，飞凡汽车销量为1.01万辆。2024年1月，飞凡F7月销量仅53辆。

## 争议事件

### 质量问题
2022年成都车展，有10多位身穿印有“上汽飞凡汽车续航严重虚标”文字衣服的车主聚集在飞凡汽车展台上。有车主反映，飞凡ER6提车一年后，续航里程从最初的520-620公里缩水至300多公里。此前有消费者反映在2021年12月预定飞凡ER6，并决定一个月后到体验中心交付定车尾款。但在2022年1月，其订单记录已被删除，消费者认为飞凡汽车涉嫌私吞购车订金，但飞凡汽车表示因客户购车意愿发生变化申请退定，又指除非因个人征信问题无法购车外，大定客户申请退定，定金将无法退回。最终，飞凡汽车向该消费者退还5000元定金。
2023年3月，多名飞凡R7车主反映汽车出现胎压检测故障、轮胎爆胎、车身共振、车辆自燃、动力电池故障等，为此到飞凡汽车总部门口拉横幅维权。

### 业务整合与裁员的传闻
2023年9月，有媒体报道称，上汽集团将飞凡汽车的部分业务部门整合到上汽乘用车公司，但用户发展中心、用户运营中心和新零售中心仍然保持独立运作。之后飞凡汽车表示对此消息予以否认。9月22日，上市公司开开实业发布公告，飞凡汽车提出与开开子公司西区雷允上提前终止《房屋租赁合同》，原因是“因决策调整战略”。此前在2022年8月下旬，西区雷允上将其自有的位于静安区南京西路944-952号（双号）商铺对外出租，之后雷允上药业与飞凡签订租赁合同，租期为3年4个月，将用于品牌展厅。
2024年1月，飞凡汽车裁员的消息被传出。消息说，飞凡汽车智能驾驶业务开发的团队被全部裁撤，负责人也已离职，强调是“降本增效”。3月，上汽集团表示“因急需降本和品牌调整等原因”宣布裁员，其中包括飞凡本部员工以及被整合的飞凡高阶智驾团队，未被裁员的员工也会大概率面临降薪。知情人士表示“飞凡目前人人自危”；也有业内人士认为飞凡品牌没有继续运营的需要，在欧洲市场销售的飞凡F7已被更换为MG标，以MG9的名义销售。3月28日，飞凡汽车召开年度经销商大会。会上表示，飞凡汽车仍维持独立运营，并仍计划每年推出一款新车，将于年内推出第三款新车型。此次大会也证明，飞凡汽车短期内仍将独立运行。
2024年10月，上汽乘用车在其微信公众号发文称“荣威与飞凡不再独自奔跑，而是选择并肩前行”，正式宣布飞凡汽车不再独立运营。